# Chapelle Saint-Jean de Tréboul
La chapelle Saint-Jean de Tréboul est un édifice situé à Douarnenez, en France.

## Localisation
La chapelle est située sur le territoire de la commune de Douarnenez, place Saint-Jean, dans le département du Finistère, en région Bretagne.

## Description
La chapelle est élevée au XVIe siècle, il n'en reste que le clocher. Nef, transept et abside ont été reconstruits de 1745 à 1747. Le clocher est entièrement ajouré, orné de pinacles, de gables et de crochets. La chapelle a vraisemblablement été fondée au XIIIe siècle. Le calvaire date du XVe siècle. Sur la place, le calvaire en granit est supporté par trois gradins. En 1925, le Christ a été remplacé par un crucifix en fer. Au sommet du fût se trouve une Vierge Mère. L'autre côté présente une tête de mort et deux os en sautoir. Ce calvaire a été en partie détruit à la Révolution. La branche transversale de la croix portait des doubles statues, posées au moment de la protection à l'entrée du cimetière.

## Historique
La chapelle est inscrite partiellement aux titre des monuments historiques par les arrêtés respectifs du 25 novembre 1924 pour le clocher et du 8 mars 1951 pour le calvaire.